# Шихазанське сільське поселення
Шихаза́нське сільське поселення (рос. Шихазанское сельское поселение) — муніципальне утворення у складі Канаського району Чувашії, Росія. Адміністративний центр — село Шихазани.

## Населення
Населення — 3449 осіб (2019, 3529 у 2010, 3655 у 2002).

## Склад
До складу поселення входять такі населені пункти:
| Населений пункт    | Населення, осіб (2002) | Населення, осіб (2010) |
| ------------------ | ---------------------- | ---------------------- |
| Сіделево, присілок | 566                    | 532                    |
| Шихазани, село     | 3089                   | 2997                   |